# José Luis Sierra
José Luis Sierra Pando (* 5. Dezember 1968 in Santiago de Chile) ist ein ehemaliger chilenischer Fußballspieler und späterer -trainer. Der Mittelfeldspieler spielte 53-mal für die Nationalmannschaft Chiles, für die er acht Tore erzielte und an der Fußball-Weltmeisterschaft teilnahm. 2005 wurde Sierra Fußballer des Jahres in Chile.

## Karriere

### Verein
José Luis Sierra spielte in der Jugend von Unión Española, bei denen sein Vater Trainer war. Der Sohn spanischer Einwanderer gab 1988 sein Profidebüt unter Luis Santibáñez gegen CF Universidad de Chile in der Copa de la Fraternidad. Aufgrund seiner Doppelnationalität fiel er bei Real Valladolid, wo er 1990 auf Leihbasis spielte, nicht unter die Ausländerregelung. Die Kaufoption zog Valladolid wegen sportlicher und ökonomischer Probleme allerdings nicht und er kehrte nach Leihende nach Chile zurück. Mit Unión Española gewann Sierra dreimal die Copa Chile. Mit dem guten Abschneiden in der Copa Libertadores 1994, bei der die Rothosen im Achtelfinale Cruzeiro Belo Horizonte aus dem Turnier schossen und erst im Viertelfinale gegen den FC São Paulo ausschieden, nahm São Paulo Sierra zur neuen Saison für eine Saison unter Vertrag. Dann wechselte Sierra zurück in die chilenische Hauptstadt, wo er für Rekordmeister CSD Colo-Colo spielte. Ihm gelangen drei Meisterschaften und ein Pokalsieg bei den Caciques. Im Jahr 1997 erreichte das Team das Halbfinale der Copa Libertadores und scheiterte erst gegen Cruzeiro Belo Horizonte nach Elfmeterschießen.
Mit der Insolvenz Colo-Colos 2001 wechselte Sierra wieder zu seinem Jugendklub. Dort gelang ihm eine weitere Meisterschaft, als der Klub spanischer Einwanderer unter Trainer Fernando Díaz die Apertura 2005 gewann. Sierra wurde in dem Jahr zum Fußballer des Jahres in Chile gewählt. Am 1. April erhielt Sierra eine Ehrung des chilenischen Fußballverbandes ANFP für sein 500. offizielles Spiel. Im Oktober 2008 kündigte er sein Karriereende für 2009 an, bleibt aber seinem Klub als Leiter der Nachwuchsabteilung erhalten.

### Nationalmannschaft
Für die chilenische Nationalmannschaft spielte José Luis Sierra erstmals am 9. April 1991 beim Freundschaftsspiel gegen Mexiko. Für die Copa América 1991 im eigenen Land wurde er von Unión Española nicht nominiert, das Team bestand überwiegend aus Spielern des Copa-Libertadores-Sieger CSD Colo-Colo. Sein erstes Turnier absolvierte Sierra mit der Copa América 1993. Trotz eines 3:2-Sieges über Brasilien mit einem Tor von Sierra schied Chile als Gruppenletzter in der Vorrunde aus. Sierra stand in allen drei Spielen in der Startelf. Bei der Copa América 1995 schied Chile, bei denen Sierra nur die Partie gegen die USA als Einwechselspieler absolvierte, mit einem Punkt wieder in der Vorrunde als Gruppenletzter aus.
Highlight seiner Nationalmannschaftskarriere war die Teilnahme an der Fußball-Weltmeisterschaft 1998 in Frankreich unter Trainer Nelson Acosta. Beim 2:2-Unentschieden im ersten Vorrundenspiel des Andenstaates gegen Italien kam Sierra in der 81. Spielminute für Fabián Estay. Im zweiten Vorrundenspiel kam er in der 57. Spielminute zum Einsatz, im dritten gegen Kamerun stand Sierra in der Startelf und sicherte mit seinem Freistoßtreffer in der 21. Spielminute das Weiterkommen des Andenstaates. Mit drei Punkten erreichte Chile das Achtelfinale, schied dort aber gegen Titelverteidiger Brasilien mit 1:4 aus. Für Sierra kam nach der Halbzeitpause Marcelo Vega.
Sein letztes Turnier im Nationalmannschaftstrikot war für Sierra die Copa América 1999. Chile kam mit einem Sieg über Venezuela hinter Brasilien und Mexiko als Gruppendritter ins Viertelfinale, wo das Team von Nelson Acosta Kolumbien mit 3:2 besiegen konnte. Im Halbfinale zog Chile gegen Uruguay nach einem 1:1 nach 120 Spielminuten im Elfmeterschießen den Kürzeren. Im Spiel um Platz 3 verlor Chile erneut gegen Mexiko mit 1:2. José Luis Sierra stand außer beim ersten Spiel gegen Mexiko in allen Partien in der Startelf und traf beim 3:0-Erfolg gegen Venezuela zum zwischenzeitlichen 2:0.
Zum letzten Mal lief Sierra im Qualifikationsspiel zur Fußball-Weltmeisterschaft 2002 für Chile auf. Bei der 0:1-Niederlage wurde er in der 63. Spielminute durch Esteban Valencia ersetzt. Er absolvierte 54 Länderspiele, in denen er achtmal traf.

### Trainer
Nachdem José Luis Sierra erst als Leiter des Nachwuchszentrums von Unión Española gearbeitet hatte, wurde er 2010 Trainer der Profimannschaft. Größter Erfolg war der Gewinn der siebten Meisterschaft des Klubs in der Transición 2013. 2015 kam er dann als Cheftrainer zum CSD Colo-Colo, das er zur Meisterschaft der Apertura 2015 und ins Pokalfinale führte, welches Colo-Colo nach Elfmeterschießen gegen CF Universidad de Chile verlor. Im Juli 2016 gab er seinen Abschied vom Klub bekannt.
Direkt im Anschluss begann sein Abenteuer im Nahen Osten beim saudischen Verein Ittihad FC und nach der Trennung im Mai 2018 bei al-Ahli Dubai in den Vereinigten Arabischen Emiraten. Im Februar 2019 kehrte er für acht Monate zu Ittihad zurück. Danach ging Sierra in die Heimat und coachte den CD Palestino. Nach seinem Rücktritt ging er erneut nach Saudi-Arabien und trainierte von November 2021 bis Juni 2022 Al-Tai FC, nachdem er sich mit dem Verein nicht auf eine Vertragsverlängerung einigen konnte.

## Erfolge

### Spieler
Unión Española
- Chilenischer Pokalsieger (3): 1989, 1992, 1993
- Chilenischer Meister (1): 2005-A

Colo-Colo
- Chilenischer Meister (3): 1996, 1997-C, 1998
- Chilenischer Pokalsieger (1): 1996

### Trainer
Unión Española
- Chilenischer Meister (1): 2013-T

Colo-Colo
- Chilenischer Meister (1): 2015-A

Ittihad FC
- Saudischer Kronprinzenpokal: 2017
- King Cup: 2018

## Auszeichnungen
- Fußballer des Jahres in Chile: 2005